# 南木蘚
南木蘚（学名：Macrothamnium macrocarpum）为塔蘚科南木蘚屬下的一个种。